# Ставрополь-Туапсинский
Ставрополь-Туапсинский — бывший железнодорожный вокзал Ставрополя.
До 1947 года был одним из двух главных вокзалов города. Расположен по адресу: город Ставрополь, Гвардейский переулок, дом 8.
С вокзала поезда отправлялись в направлении Армавира, Петровское село.

## История
Пассажирский вокзал станции Ставрополь-2 построен в 1916 году АО Армавир-Туапсинской железной дороги на деньги ставропольских купцов и крестьян - это была поистине народная железная дорога, которую жители Ставрополья ласково прозвали Туапсинкой. Основная задача построенной дороги состояла в вывозе на экспорт зерна с центральных районов губернии, а также в ликвидации железнодорожного тупика, образовавшемся в связи с обходом Владикавказской железной дороги Ворот Кавказа, и в дальнейшем возвращение этого статуса в связи с продолжением дороги от Элисты до Астрахани и до Царицына, с реализацией данного плана все грузы из Сибири через Трансиб и транзитом через Ставрополь попадали в порты Чёрного моря. С началом гражданской войны данным планам не суждено было сбыться, в 1918 году Армавир-Туапсинская железная дорога вместе со всей инфраструктурой была национализирована, а вследствие эрозии грунта на оползневых участках прекратилось движение всех поездов на участке Армавир — Ставрополь.

## Архитектура
Вокзал построен по проекту Верблюнера. По сформировавшемуся обычаю вокзал конечный и начальный построены по одному проекту, поэтому Ставропольский вокзал точная копия вокзала в Туапсе.

## Описание
Железная дорога проходила по южной окраине города вдоль современной улицы Объездной. А в районе Старомарьевского шоссе был подъездной путь к вокзалу Владикавказской ЖД.
В черте города было построено несколько инженерных сооружений:
- Ставрополь-Туапсинский железнодорожный вокзал(2).
- Немецкий мост(6).

## Современное состояние
Сейчас вокзал перестроен в жилой дом. Подъездные пути разобраны.